# Nathan Grunsweigh
Nathan Grunsweigh, également orthographié Grunzweig, est un peintre polonais et français né à Cracovie (Pologne) le 2 avril 1880 et mort le 8 janvier 1956 à Paris. 

## Œuvre

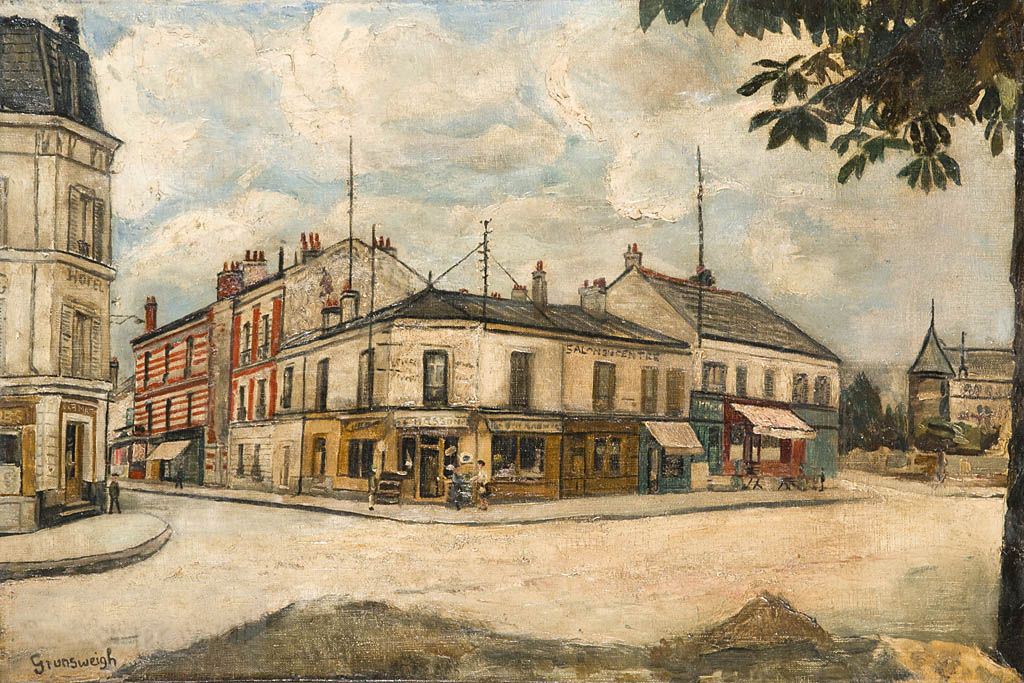
Ville de Nathan Grunsweigh, avant 1940.

En Pologne, il avait peint des scènes de genre et des paysages. 
Il vient se fixer à Paris peu avant la Première Guerre mondiale et se lie d'amitié avec des artistes d'Europe orientale établis à Paris, dont Chaïm Soutine, Michel Kikoine et Pinchus Krémègne. À partir de 1922, il habitait 3 rue Sainte-Marie au Vésinet.
Ses natures mortes sont précises et expressives, il apprécie les couleurs fortes et les textures dynamiques. Son travail a été principalement influencé par les peintres de la première École de Paris dont il fait partie. Il peint principalement des vues de la banlieue parisienne et des thèmes du folklore juif. 
Lors de la Seconde Guerre mondiale, il aurait été déporté mais on ne trouve pas son nom dans la liste des déportés mais une source laisse entendre qu'il survit dans la clandestiné en France, et laisse un flou sur son devenir,. 
Le collectionneur d'art Oscar Ghez (1905-1998), d'origine juive de Tunisie, décida après la guerre de faire l'acquisition d'œuvres de peintres juifs de l'école de Paris morts en déportation. Il gardait ces toiles dans son musée du Petit Palais de Genève et en offrit 137 à l'Université de Haïfa, en 1978. Cinq de ses toiles font partie de la collection Ghezali (Haïfa). Une de ses toiles représentant un paysage est conservée au Musée d'art de Tel Aviv.
Il réside avec son épouse Fanny Edinger à Saint-Mandé. Il meurt à Paris en janvier 1956, à l'âge de 75 ans.

## Salons
Il a exposé dans divers Salons dont, à Paris : 
- au Salon d'automne au Grand Palais (en 1921, 1924, 1926, 1937)[2],
- au Salon des Tuileries (en 1923 et 1936)[2], et
- au Salon des indépendants[2] où exposaient des artistes revendiquant une certaine "indépendance" artistique d'où le nom du Salon.